# Kathy Wambe
Kathy Wambe (* 7. November 1981 in Tournai) ist eine ehemalige belgische Basketballspielerin.
Die 1,75 m große Point Guard war von 1997 bis 2002 in ihrem Heimatland Belgien aktiv. Zunächst spielte sie zwei Jahre bei Soubry Kortrijk und dann drei Jahre bei Dexia Namur. 2002 wechselte sie nach Frankreich zum ESB Villeneuve d’Ascq, wo sie bis 2012 mit Unterbrechungen spielte. 2015 spielte sie bei Belfis Namur, bevor sie ihre aktive Karriere beendete.
Kathy Wambe belegte mit der belgischen Nationalmannschaft den siebten Platz bei der Europameisterschaft 2007 in Italien.